# Rock-a-Bye Your Baby with a Dixie Melody

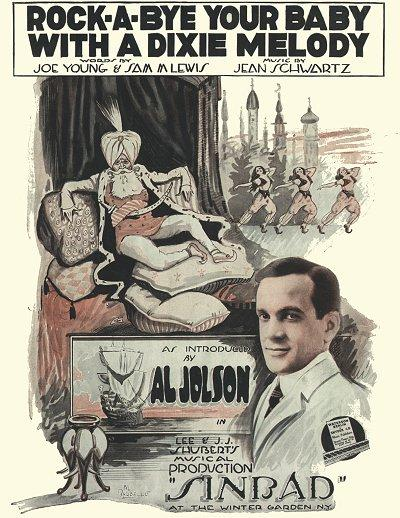
Rock-a-Bye Your Baby with a Dixie Melody – Notendeckblatt (1918)

Rock-a-Bye Your Baby with a Dixie Melody ist ein Popsong, den Jean Schwartz (Musik), Joe Young und Sam M. Lewis (Text) verfassten und 1918 veröffentlichten.

## Hintergrund
Schwartz schrieb zusammen mit Joe Young und Sam Lewis den Song Rock-a-Bye Your Baby with a Dixie Melody für das Broadway-Musical Sinbad, das 1918 Premiere hatte. Al Jolson spielte Rock-A-Bye Your Baby with a Dixie Melody am 13. März 1918 ein und kam im August 1918 mit dieser Aufnahme (Columbia A2560) auf Position 1 der Charts, Arthur Fields ebenfalls im August 1918 auf #9. Zu den weiteren ersten Musikern, die den Song in den Vereinigten Staaten aufnahmen, gehörten Vernon Dalhart (Edison Blue Amberol 3586) und Wilbur Sweatman (Columbia). 1933 nahm Jolson den Song erneut auf (Brunswick 6508), indem er sich erfolgreich als Crooner versuchte.
Ab den 1950er-Jahren erlebte der Song ein Comeback und wurde u. a. von Sammy Davis junior, Judy Garland, Brenda Lee (Grandma, What Great Songs You Sang!, 1959), Jerry Lewis (#10, 1956) und Aretha Franklin (1961) gesungen. Sonny Rollins nahm ihn 1958 auf (Sonny Rollins and the Contemporary Leaders), außerdem Ray Brown, Jerzy Matuszkiewicz, Earl Hines, Woody Herman and His Orchestra, Charles Earland, Masayuki Takayanagi und Yuzuru Sera. Der Diskograf Tom Lord listet im Bereich des Jazz insgesamt 28 (Stand 2016) Coverversionen, Verwendung fand der Song in den Filmen Rose of Washington Square (1939, Regie Gregory Ratoff) sowie in der musikalischen Tragikomödie The Merry Monahans von Charles Lamont aus dem Jahr 1944, und in der Filmbiografie Der Jazzsänger (OT: The Al Jolson Story, 1946).